# Anatolij Aleksandrow (kompozytor)
Anatolij Nikołajewicz Aleksandrow (ros. Анато́лий Никола́евич Алекса́ндров; ur. 13 maja?/25 maja 1888 w Moskwie, zm. 16 kwietnia 1982 tamże) – radziecki i rosyjski kompozytor, pianista i dyrygent. Ludowy Artysta ZSRR (1971). Laureat  Nagrody Stalinowskiej drugiego stopnia (1951).

## Wybrana muzyka filmowa

### Filmy animowane
- 1934 – Bajka o carze Durandaju
- 1938 – Czerwony Kapturek
- 1939 – Iwan i Baba-Jaga
- 1952 – Sarmiko
- 1953 – O dzielnej Oleńce i jej braciszku
- 1955 – Wyspa omyłek
- 1964 – Mańkut

### Filmy fabularne
- 1936 – Bohaterowie pustyni
- 1937 – Lenin w Październiku

## Nagrody i odznaczenia
- Zasłużony Działacz Sztuk RFSRR (1946)
- Ludowy Artysta RFSRR (1964)
- Ludowy Artysta ZSRR (1971)
- Nagroda Stalinowska II stopnia (1951)
- Order Lenina (1953)
- Order Czerwonego Sztandaru Pracy (1943)
- Order Przyjaźni Narodów (1978)

Źródło: